# Бардыгин, Никифор Михайлович
Никифор Михайлович Бардыгин (Никитин; 4 марта 1835 — 26 ноября 1901) — русский, крупный российский фабрикант, купец первой гильдии, общественный деятель и меценат, Егорьевский городской голова (1872—1901).

## Семья
Никифор (Микеша) Михайлович Бардыгин выходец из крестьянства. В первой четверти XIX века, жил в деревне Корниловской крестьянин Фёдор Никитин, по прозвищу Бардыга. У него было трое сыновей: Филипп, Савелий и Михаил. Когда в окрестностях Егорьевска появилось кустарное ткачество, двое старших сыновей Федора Никитина, долгое время прозывавшихся «Корниловскими», а потом по деду принявшие фамилию Никитиных, также завели в Егорьевске ткацкое производство. . Младший же брат их, Михаил Фёдорович, ушел в зятья к Александру Борисовичу Кулакову, небогатому егорьевскому торговцу, женившись на его единственной дочери Гликерии Александровне. У Кулаковых была мелкая бакалейная торговля и хлебная пекарня, которую вела жена Александра Борисовича, Авдотья Ивановна.
Михаил Фёдорович оказался деятельным помощником своему тестю. Он ездил за хлебным товаром в Ильинский Погост, в Павловский Посад, в Орехово. Ежегодно ездил за хлебом в степь.
Михаил Фёдорович, оставаясь в деревне после братьев, носил там отцовское прозвище Бардыга. Оно удержалось за ним и в Егорьевске. В 1854 году, приписываясь к купеческому сословию, это прозвище по его просьбе обратили ему в законную фамилию.
В 1835 году, 4 марта, у Михаила Федоровича родился первый сын, Никифор Михайлович. За ним следовали дочери Анастасия (1838 г.), Мария (1842 г.), Акулина (1845 г.), Ольга (1847 г.) и сын Пётр (1852 г.). сестры Никифора Михайловича, кроме Марии, вышедшей замуж за фабриканта Ивана Потаповича Любомилова, в цветущих годах ушли в Коломенский Брусенский монастырь. А брат его Пётр, умер в одиннадцать лет, убившись в играх.

## Предпринимательская деятельность
С раннего возраста начал Никифор Михайлович помогать отцу в занятиях по торговле и скоро стал его правою рукой. Он трудился и по дому и в лавке; ездил сам в Коломну на трех лошадях за мукой и, бывало, ему приходилось ходить 40 верст пешком, только чтобы выгадать 15 копеек в провозе, положив на телегу лишний мешок.

## Общественная деятельность
Никифор Михайлович Бардыгин занял должность городского головы Егорьевска в 1872 году и трудился на этом посту бессменно 29 лет, до своей смерти в 1901 году; с 1886 по 1889 год был также председателем земской управы, с 1881 года был соборным старостою.
Городское хозяйство он принял совершенно расстроенным. Прилегающие к городу выгонные земли, лесные дачи и пр. расхищались, и город не получал с них почти никакого дохода; не имелось даже точных планов этих владений. Бардыгин обратил внимание прежде всего на земельные имущества, как могущие создать крупный источник дохода. Когда он выступил на защиту городского достояния, ему сразу пришлось повести борьбу с разными учреждениями и лицами.
Крупное, тянувшееся около 10 лет, дело возникло с обществом Московско-Рязанской железной дороги, которое незаконно захватило городскую землю для проведения ветки на фабрику братьев Хлудовых и под постройку станции Егорьевск.
Выяснив через землемеров количество этой земли, дума 15 февраля 1873 года постановила пригласить для ведения дела поверенного К. И. Порозова, с которым были заключены внушительные условия: он должен был вести дело на свой счёт с тем, чтобы после его выигрыша взысканная сумма была разделена пополам; в случае же проигрыша он не получал ничего. Через несколько лет разных проволочек выяснилось, что дело клонится в пользу города и железнодорожные сооружения придётся снести. Тогда правление фабрики братьев Хлудовых обратилось к городу с предложением продать товариществу как арендуемую у города землю под их фабриками, так равно и занятую веткой железной дороги с тем, чтобы город затем от претензий к обществу железной дороги отказался. Дума согласилась, и по её постановлению от 17 февраля было решено продать землю братьям Хлудовым в количестве 23 десятин за 50 000 руб., на чём и закончилось это дело.
Ещё более крупное дело, по пустоши Самгино, тянувшееся в суде с 1818 года, было так же удачно закончено Никифором Михайловичем. Эта самая обширная городская пустошь находилась в общем нераздельном пользовании городского общества, крестьян деревни Русанцевой и купца В. Д. Клопова. Возникали всевозможные пререкания, и городу почти невозможно было пользоваться землёй. Никифор Михайлович поднял вопрос об упорядочении такого положения дел; через того же поверенного возбуждено судебное дело и в 1888 году по полюбовному размежеванию составлен был план и полюбовная сказка, утверждённая рязанским окружным судом, после чего во владении города оказалось 466 десятин 1800 кв. саж. под лесом и лугами.
Почти в таком же положении, как Самгино, были и другие пустоши города. Везде приходилось вновь размежеваться с другими владельцами, так как планы, составленные в 1812 году, не сходились с действительными городскими владениями. На все пустоши были составлены новые планы, и после восстановления границ город оказался владельцем ценный угодий в 8-ми пустошах, всего 982 десятины, стоимостью до 300 000 руб.
Закрепив за городом его земельные имущества и упорядочив их доходность, Никифор Михайлович с первых же лет своего управления городом значительно поднял и другие его доходы. При вступлении в должность головы, эти доходы едва достигали 10 000 руб. В 1876 году, то есть в конце первого же четырёхлетия, они возросли почти в десять раз, дойдя до 96 937 руб.
Теперь в руках Никифора Михайловича были уже некоторые средства, чтобы оправдать расходы на дела самые важные, от которых зависит всё благоустройство города. Необходимо было упорядочить торговлю, защититься от пожаров, улучшить санитарное состояние Егорьевска. И вот с первого же года управления Никифора Михайловича начинается непрерывный ряд городских сооружений.
Базарная торговля велась раньше кое-как, в передвижныx деревянных лавочках на Соборной площади, которые так же были разбросаны и в других местах города. 17 ноября 1872 года Бардыгин предложил думе построить на Соборной площади два каменных корпуса лавок для сдачи в аренду. На следующий же год это было осуществлено. Впоследствии в 1876 году сооружены были ещё по ограде каменного собора 46 лавочек; расходы на это произведены пополам с собором; так же пополам разделяется и получаемый с этих лавочек доход. Позже было устроено ещё несколько помещений для магазинов в городских зданиях.
Торговля и промышленность Егорьевска сильно страдали от совершенно невозможного сообщения со своей станцией, затруднявшего и доставку и отправление товаров и проезд пассажиров, ибо дорога по обе стороны переезда через реку не только весною и осенью обращалась в топкую грязь, но и летом нередко затрудняла перевозку тяжестей. 29 сентября 1872 года Никофор Михайлович поднял в думе вопрос об устройстве к станции мощёного подъездного пути. Для этого нужно было соорудить новый мост через речку, сделать насыпь и устроить шоссе, что и было исполнено. Для покрытия сделанной на это затраты был установлен сбор за проезд по новому шоссе с каждого гружёного воза по 2 копейки.
Затем естественно было позаботиться об устройстве мостовых в городе, о которых до того помину не было: грязь повсюду была невылазная. Особенно чувствовалась эта беда на площадях в базарные дни, а осенью по городу местами были почти непроходимые болота, как например, на Сенной площади. Устройство мостовых в управление Бардыгина шло непрерывно в широких размерах. Ежегодно мостовые удлинялись, ремонтировались, а временами прокладывались вновь сразу в нескольких местах.
С 30 ноября 1875 года поднимается вопрос об устройстве уличного освещения, которого так же не существовало. По ночам город погружался в полную тьму. Так как нужда в освещении была велика, то сеть фонарей расширялась безостановочно и быстро. Так, когда жители Огородной улицы просили поставить им хоть один фонарь, у них был поставлен 31.
Самым крупным делом по внешнему благоустройству города было сооружение водопровода. В то время едва ли какие города, кроме столичных, имели у себя водопроводы. 17 февраля 1875 года был впервые возбуждён в Думе вопрос о водопроводе; в докладе были приведены все доводы, какие только можно было выставить, до экономических выгод в расходе чая, мыла при стирке и т. п. включительно. Дума постановила составить проект и смету и представить подробные соображения. 19 ноября всё это было управой представлено, и дума определила: построить водокачку, главный резервуар и бассейны на трёх центральных площадях, с употреблением из городских сумм до 25 000 руб. Никифор Михайлович предложил ещё обратиться к частным пожертвованиям, и тут же по подписке было собрано 7676 руб., в числе которых 5000 рублей подписал он сам. 28 ноября постановление думы уже утверждено губернатором. В том же году выхлопотано разрешение на беспошлинный ввоз машин и приобретены были котёл и паровая машина и насосы, дававшие 4000 вёдер воды в час. На Гуслянке, выше города, устроен пруд и на берегу его каменное здание для машин. В 1877 году водопровод был успешно пущен в ход. Немедленно начали проводить воду по заявлениям жителей на прочие улицы города и скоро её можно было иметь почти на всех перекрёстных.
Серьёзное внимание Никифор Михайлович на защиту города от пожаров. Его заботами была усилена городская пожарная команда как людьми и лошадьми, так и необходимым инвентарём. Впоследствии было выстроено и специальное здание для пожарного депо. В 1877 году, когда был устроен и пущен в ход водопровод, на центральных бассейнах были приделаны пожарные краны и рукава, через которые вода могла подаваться на место пожара.
Неподалёку от кладбища была площадь, постоянно заваливаемая мусором. Никифор Михалович предложил устроить здесь сад, на который 19 ноября 1875 года и было городом отпущено 200 рублей. Место было огорожено и сделаны посадки. Впоследствии, в 1897 году, в ознаменование 25-летия службы Никифора Михайловича в должности головы, сад этот был назван «Бардыгинским». 23 сентября 1879 года постановлено огородить и другое место у главного водопроводного бассейна, где образовалась самосевом от деревьев большой дороги роща под названием «Нескучный сад».
C самого начала своей общественной деятельности Никифор Михайлович обратил внимание на просвещение родного города. Прежние маленькие начальные училища (мужское, существовавшее с 1817 года и женское — с 1862) не могли удовлетворить потребности города в образовании.
В 1874 году была открыта четырёхклассная прогимназия. 15 февраля 1878 года в думе постановлено хлопотать о прибавлении 5 и 6 классов. Ходатайство было уважено. 29 мая 1897 г. была отведена земля под постройку дома для женской прогимназии, который и был вскоре возведён.
После покушения на жизнь Александра II 2 апреля 1879 года Никифор Михайлович проводит в думе предложение о сооружении в память неоднократного спасения царя от рук злодеев, храма и часовни во имя Александра Невского. Вскоре на Широкой улице возводится красивая стильная часовня. Однако построение церкви шло не так успешно. По какому-то техническому упущению лопнули связи в четырёх главных арках, причём арки дали трещины и осели замками. К несчастью, заведовавший постройкой рязанский архитектор Вейс вскоре умер, а его преемники не решались ни на что другое, как на разборку церкви. Тогда весьма удручённого Никифора Михайловича выручил известный московский архитектор А. С. Каминский.
В 1880 году Бардыгин основывает новую трёхпрестольную, тёплую церковь, которая была закончена и освящена в 1883 году. Сооружение этой церкви производилось Никифором Михайловичем исключительно на свои средства.
В 1892 году в Егорьевск были назначены 2 батальона 139 Моршанского полка. Для солдат были сооружены деревянные казармы. Однако, поскольку, их содержание приносило городу убытки, то было решено ходатайствовать о переводе всего полка в город. Ходатайство было уважено. Для этого были сооружены дополнительные казармы на углу Владиморской и Московской дорог. Когда таким образом весь полк сосредоточился в Егорьевске, то произведённые расходы если и не приносили дохода, то, во всяком случае, уже и не доставляли убытков.
16 июля 1898 года образовано «Общество для пособия бедным». Пособие бедных осуществлялось на основе членских взносов и частных пожертвований. Суммы общества к концу первого года после открытия составили 44500 рублей. 1 октября 1899 года состоялась закладка двухэтажного дома, против монастыря, на Никитской площади, который 22 октября 1900 года был освящён.

## Жизненный итог
После смерти Марии Владимировны поражённый горем Никифор Михайлович начал чувствовать недомогание от развивавшейся болезни почек. Он не обращал на неё внимания и по обыкновению продолжал усиленно работать, к врачебной помощи обращаться не любил. 31 мая 1901 г. он в последний раз присутствовал на заседании городской Думы и после слёг. 13 ноября того же года скончался на 67-м году жизни.
Погребение Никифора Михайловича состоялось с величайшей торжественностью. Прибыл Рязанский епископ преосвященный Полиевкт (Пясковский), архимандриты Богословского и Николо-Радовицкого монастырей, духовенство Егорьевска и ближайших сёл. В доме Бардыгина была совершена панихида. Перенесение тела Никифора Михайловича в монастырский собор было совершено в преднесении хоругвей, перезвоне колоколов городских храмов, торжественном пении двух хоров, в сопровождении множества духовенства. За гробом шла масса народа. Тело провожал весь город, желающих нести гроб было так много, что его поставили на большую платформу, под которой непрерывно менялись люди, поддерживая её на своих головах.
Могила Никифора Михайловича находилась у стены в правом приделе храма во имя святителя Никифора Патриарха Цареградского. На арке мраморного киота, в котором была установлена семейная икона Бардыгиных, было написано избранное самим Никифором Михайловичем изречение Спасителя: «Ищите прежде Царствия Божия и правды Его и сия вся приложатся вам».

## Память
До революции 1917 года Набережная улица Егорьевска носила имя Никифора Бардыгина.
В августе 2021 года в Егорьевске установили памятник Никифору Михайловичу Бардыгину, расположенный перед Александро-Невским собором.